# 奥伦霍芬
奥伦霍芬是德国莱茵兰-普法尔茨州的一个市镇。总面积12.04平方公里，总人口1259人，其中男性618人，女性641人（2011年12月31日），人口密度105人/平方公里。